# Yonadam Kanna
Yonadam Yousip Kanna (reichsaramäisch ܝܘܢܕܡ ܝܘܣܦ ܟܢܢܐ, arabisch يونادم كنا}, DMG Yūnādam Kannā}, auch: Rabi Yacoub Yosep; * 1951 in al-Habbaniyya, al-Anbar, Irak) ist ein Assyrer und Politiker und das erste christliche Mitglied des Repräsentantenrats des Irak seit 2003. Yonadam Kanna ist außerdem seit 2001 Generalsekretär der Assyrischen Demokratischen Bewegung.

## Leben

### Jugend und Ausbildung
Yonadam Yousip Kanna wurde 1951 in al-Habbaniyya, al-Anbar, Irak geboren. Er studierte an der Universität Sulaimaniyya mit dem Abschluss (1975) B.S. in Civil Engineering.

### Politische Karriere
Yonadam Kanna ist eines der Gründungsmitglieder der Assyrischen Demokratischen Bewegung (ADM) und gehörte bereits während der Zeit im Untergrund ab 1979 bis zum Aufstand im Irak 1991 zum Stamm der Bewegung. 1984 wurde Kanna unter der Regierung der Baath-Partei in Abwesenheit zum Tode verurteilt. Kanna ist derzeit Generalsekretär der ADM in Nachfolge von Ninos Pithyou. Er wurde 2001 beim dritten Kongress der ADM in Erbil gewählt. Außer als Führer der ADM ist Kanna auch aktiv in der Rafidain-Liste, welche an den Wahlen zum Repräsentantenrat im Irak teilnimmt.
Kanna war mehrfach Minister der Regionalregierung Kurdistans: von 1992 bis 1999 für Wohnbau und öffentliche Arbeiten, von 1999 bis 2001 für Industrie und Energie.
Kanna war ebenfalls Gründungsmitglied des irakischen Regierungsrats, der nach der Besetzung des Irak unter Führung der Vereinigten Staaten 2003 gebildet wurde. Im selben Jahr war Kanna Vorsitzender des Committee on Reconstruction and Public Services for the Chaldean Syriac Assyrian Component. Im Dezember 2004 war er Mitglied des nationalen Übergangsrats und Vorsitzender Chairman for Age and Public Services.
Er wurde im Januar 2005 in die irakische Nationalversammlung als Vorsitzender der Rafidain-Liste gewählt und im Dezember 2005 in dem Amt bestätigt. Im selben Jahr wurde Kanna Mitglied des Komitees zur Erarbeitung der Verfassung, welches die gegenwärtig gültige irakische Verfassung von 2005 schuf. Von 2006 bis 2010 war Kanna stellvertretender Vorsitzender des Komitees für Wirtschaft, Investment und Wiederaufbau.
Während der Wahl zum Repräsentantenrat im Irak 2010 war Kanna einer von fünf Christen im Repräsentantenrat, unmittelbar anschließend an seine erste Amtszeit seit 2005.
Kanna wurde auch 2014 für den Wahlkreis Bagdad und als Teil der Christen-Quote von fünf Sitzen gewählt.
Er hat sich immer für eine Erziehungspolitik eingesetzt, die eine „Daʿisch-Mentalität“ durch verbreitete und tiefgehende Bildung und kulturelle Programme verhindern soll und um das Gefühl von Ungerechtigkeit und Exklusion zu vermeiden.
Mit anderen assyrischen Politikern hat Kanna Druck auf die irakische Regierung ausgeübt, damit im föderalen Staat Irak eine selbstverwaltete Provinz (Al-Rafidain Autonomous Region) in der Ninive-Ebene gebildet werden soll, um die Minderheiten zu schützen und ihnen die Möglichkeit zu geben, eine eigene Verwaltung in ihren Gemeinschaften zu führen.

## Familie
Yonadam Kanna ist ein Onkel mütterlicherseits des ehemaligen irakischen Umwelt-Ministers Sargon Lazar Slewa.